# Vandenberg Space Force Base
Vandenberg Space Force Base – baza sił kosmicznych Stanów Zjednoczonych w Kalifornii, USA. Baza stanowi centralny kosmodrom amerykańskich sił powietrznych, rezerwowy kosmodrom NASA oraz siedzibę dowództwa 30 Skrzydła Sił Kosmicznych USAF (30th Space Wing).
Pierwotnie, baza nosiła nazwę Cooke AFB, jednakże 4 października 1958 roku została przemianowana na cześć generała Hoyta Vandenberga – drugiego w kolejności dowódcy amerykańskich sił powietrznych. 14 maja 2021 roku baza uzyskała nową nazwę Vandenberg Space Force Base w celu podkreślenia jej związku z nowo utworzonym rodzajem sił zbrojnych Stanów Zjednoczonych

## Centrum testowe
Baza Vandenberg od swych początków służyła jako centrum testowe w różnorakich programach militarnych Sił Powietrznych Stanów Zjednoczonych. Najważniejszymi z tych programów były programy testowe pocisków balistycznych, transportowych rakiet nośnych oraz systemu Ballistic Missile Defense.

### Nuklearne odstraszanie
Vandenberg AFB jest amerykańskim centrum testowym (choć nie jedynym) strategicznych międzykontynentalnych pocisków balistycznych, w tym Trident I C-4, Minuteman III i Peacekeeper. 16 grudnia 1958 r. z przemianowanej już tymczasem bazy Vandenberg  wystartował pierwszy pocisk balistyczny Thor klasy IRBM.

### Program antybalistyczny
Testy systemów antybalistycznych rozpoczęły się w bazie Vandenberg w połowie lat dziewięćdziesiątych XX w. Centrum to służy w tym zakresie zarówno jako pole startowe odpalanych w kierunku Atolu Kwajalein balistycznych pocisków celów, jak też jako pole startowe pocisków antybalistycznych przeciwko celom balistycznym odpalanym z bazy Kodjak.

## Siły strategiczne
W latach pięćdziesiątych XX wieku w ówczesnej bazie Cooke AFB aktywowano 704 Rakietowe Skrzydło Strategiczne (704th Strategic Missile Wing) wyposażone w strategiczne pociski międzykontynentalne Atlas, w tym samym czasie przeniesiono tu 1 Dywizję Rakietową (1st Missile Division) z Los Angeles.
W 1961 roku na wyposażenie Vandenberg AFB wszedł pocisk ICBM Titan I. Bardziej zaawansowana wersja tego pocisku – bazujący w silosie, posiadający w całości inercyjny system naprowadzania Titan II, był w tym czasie w fazie rozwojowej.

## Kosmodrom
Baza Sił Powietrznych Vandenberg jest podstawowym kosmodromem Sił Zbrojnych Stanów Zjednoczonych, jednakże spełnia również funkcje kosmodromu dla komercyjnych pojazdów kosmicznych. Szczególną zaletą tego kosmodromu są doskonałe warunki wychodzenia na orbitę polarną, co czyni ją szczególnie przydatną dla wynoszenia w przestrzeń kosmiczną wojskowych i cywilnych satelitów. 28 lutego 1959 r. z kosmodromu wystartował pierwszy na świecie satelita orbity polarnej Discoverer 1. Satelita musiał zostać wystrzelony przez Siły Powietrzne, jednak przylądek Canaveral nie był dobrym miejscem, ponieważ Discoverery miały latać po orbicie biegunowej. Rakieta po starcie musi kierować się na północ lub na południe. W przypadku Canaveral obydwa te kierunki stanowiły zagrożenie dla zamieszkanych terenów. W tym czasie Pentagon budował w Kalifornii nowy ośrodek. W kierunku południowy znajdował się ocean. Nowa baza pozwalała także na większe zachowanie tajemnicy niż Canaveral (turyści nie mają wstępu na teren bazy wojskowej). Wprawdzie przebiegała tam linia kolejowa, ale można przeprowadzać starty o godzinie, o której nie przejeżdżał żaden pociąg.

## Ballistic Missile Defense
Baza Vandenberg AFB jest jedną z baz systemu Ground-Based Midcourse Defense, będącego częścią szerszego systemu obrony antybalistycznej USA. W niej stacjonują pociski Ground Based Interceptor, oraz jest ulokowany mobilny radar pracujący w paśmie X Forward Based X-Band Radars (FBXB).
Obecnie (2008) w bazie znajdują się 4 trzystopniowe pociski GBI, w 2007 roku było ich 2, a w 2012 r. miało być zlokalizowanych 40 tych antyrakiet. Docelowo jednak w bazie będzie 125 umieszczonych pocisków antybalistycznych GBI.